# Мадисон (округ, Индиана)
Ма́дисон (англ. Madison County) — округ в США, штате Индиана. Образован в 1832 году. По состоянию на 2010 год, численность населения составляла 131 636 человек. Получил своё название в честь четвёртого президента США Джеймса Мэдисона.

## География
По данным Бюро переписи США, общая площадь округа равняется 1 173 км², из которых 1 170 км² суша и 3 км² или 0,22 % это водоёмы.

### Соседние округа
- Грант (Индиана) — север
- Делавэр (Индиана) — восток
- Генри (Индиана) — юго-восток
- Ханкок (Индиана) — юг
- Гамильтон (Индиана) — запад
- Типтон (Индиана) — северо-запад

## Демография
По данным переписи населения 2000 года в округе проживает 133 358 жителей в составе 53 052 домашних хозяйств и 36 234 семей. Плотность населения составляет 114 человек на км². На территории округа насчитывается 56 939 жилых строений, при плотности застройки 49 строений на км². Расовый состав населения: белые — 89,90 %, афроамериканцы — 7,88 %, коренные американцы (индейцы) — 0,23 %, азиаты — 0,35 %, гавайцы — 0,02 %, представители других рас — 0,60 %, представители двух или более рас — 1,01 %. Испаноязычные любой расы составляли 1,49 % населения. В соответствии с данными переписи населения США 2000-го года 25,9 % населения округа американского происхождения, 20,2 % — немецкого, 12,4 % — британского и 8,3 % — ирландского.
В составе 29,90 % из общего числа домашних хозяйств проживают дети в возрасте до 18 лет, 52,50 % домашних хозяйств представляют собой супружеские пары проживающие вместе, 11,80 % домашних хозяйств представляют собой одиноких женщин без супруга, 31,70 % домашних хозяйств не имеют отношения к семьям, 27,20 % домашних хозяйств состоят из одного человека, 11,70 % домашних хозяйств состоят из престарелых (65 лет и старше), проживающих в одиночестве. Средний размер домашнего хозяйства составляет 2,41 человека, и средний размер семьи 2,91 человека.
Возрастной состав округа: 23,80 % моложе 18 лет, 9,10 % от 18 до 24, 28,30 % от 25 до 44, 23,90 % от 45 до 64 и 14,90 % от 65 и старше. Средний возраст жителя округа 37 лет. На каждые 100 женщин приходится 97,10 мужчин. На каждые 100 женщин старше 18 лет приходится 94,40 мужчин.
Средний доход на домохозяйство в округе составлял 38 925 USD, на семью — 46 663 USD. Среднестатистический заработок мужчины был 35 585 USD против 23 719 USD для женщины. Доход на душу населения был 20 090 USD. Около 7,00 % семей и 9,30 % общего населения находились ниже черты бедности, в том числе — 12,90 % молодёжи (тех кому ещё не исполнилось 18 лет) и 6,10 % тех кому было уже больше 65 лет.